# Михаил Хитрово
Михаѝл Алекса̀ндрович Хитрово̀ е руски дипломат и поет. Участник в Руско-турската война (1877 – 1878).

## Биография
Роден е в семейството на потомствен дворянин в Москва, Русия на 1 февруари 1837 г. Ориентира се към военното поприще. Завършва Школата за гвардейски прапоршици и кавалерийски юнкери (1855). Служи в Лейбгвардейския гренадирски полк. По време на Кримската война (1853 – 1856) е във войските, охраняващи Балтийското крайбрежие срещу вероятен англо-френски десант.
Преминава на дипломатическа работа в Министерството на външните работи (1859). Той е генерален консул на Русия в Битоля (1861 – 1864). Като консул в Битоля първоначално се опитва да примири местните българи и органите на Патриаршията, стремейки, в съзвучие с официалната гръцка политика, се да задоволи исканията на българите за национален клир и образование на роден език и същевременно да запази единството на православната църква. След сблъсъка с гръцкия национализъм и отказа да бъдат предоставени просветни права на българите изказва съмнения относно правилността на дотогавашната руска политика за запазване на единството на православните османски поданици под върховенството на Патриаршията. Хитрово поддържа преподаването на български език и въвеждането на църковнославянското богослужение. В 1863 година османските власти не позволяват на българина Стерьо Боянов да учи в Русия и Хитрово влиза в открит конфликт с валията Али паша Кютахялъ, който по-късно е разрешен. Хитрово постепенно стига до идеята за необходимост от засилване на женското образование в Битоля и спомага за изпращането на учение в Русия на Царевна Миладинова, дъщерята на Димитър Миладинов.
След Битоля, Хитрово е генерален консул в Цариград (1871 – 1876). 
По време на Руско-турската война (1877 – 1878) е в щаба на Действащата руска армия на Балканския полуостров. Работи в дипломатическата канцелария на главнокомандващия княз Николай Николаевич като сътрудник на завеждащия канцеларията Александър Нелидов. Ръководи създаването на българските доброволчески чети и разузнавателни групи в района на Централна Стара планина. След Санстефанския мирен договор е решено да се изпрати граждански комисар за македонските области, влизащи в състава на Българското княжество. На този пост е назначен Михаил Хитрово, който е командирован в Македония.
След Берлинския конгрес е назначен за генерален консул на Русия в Солун (1878 – 1880). След това е дипломатически агент и генерален консул в Княжество България (1881 – 1883). После е на същия пост в Египет. Следват задгранични мандати като пълномощен министър (ръководител на дипломатическа мисия) на Русия в Румъния (от 1886 г.), Португалия (от 1891 г.) и Япония (1892 – 1896). Привърженик на идеята за руско-японски съюз.
Издава в сборник множеството си стихотворения. Издаван е 2 пъти в Санкт Петербург (1892, 1896). Близък приятел на Алексей Толстой.